# Penelopides manillae
Penelopides manillae (лат.) — вид птиц из семейства птиц-носорогов (Bucerotidae), обитающий в Юго-Восточной Азии. Выделяют два подвида.
МСОП оценивает статус популяции как «вызывающий наименьшие опасения.

## Описание
Длина тела составляет 45 см. Средняя длина хвоста самца составляет 19,8 см, в то время как хвост самки немного меньше — 18,4 см. Длина клюва самца составляет в среднем 9,1 см, а самки немного короче — 7,3 см. Половой диморфизм у этого вида настолько выражен, что полы можно различить и при полевых наблюдениях.

### Внешний вид самца
Голова, шея и нижняя сторона тела бледно-желтовато-белые. Кроющие перья ушей и горло чёрные. Верхняя сторона тела и крылья тёмно-коричневые, с легким металлическим блеском на верхней стороне тела. Хвост тёмно-коричневый с небольшими белыми кончиками на внешних перьях. Через середину хвоста проходит полоса шириной от одного до четырех сантиметров.
Клюв коричневый, с бледно-жёлтыми или розовыми бороздами по верхней и нижней части клюва. Кожа вокруг глаз и неоперенный участок горла розового цвета. Глаза тёмно-красные. Ноги и ступни тёмно-коричневого цвета.

### Внешний вид самок и птенцов
У самок оперение во многом сходное с оперением самцов. Однако голова, шея и нижняя сторона тела тёмно-коричневые, хотя нижняя сторона тела немного светлее, чем верхняя. Поперечная полоса через хвост немного более коричневая. Кожа вокруг глаз без перьев небесно-голубая, горловой мешок без перьев розовый. Глаза красновато-коричневые или оранжевые.
Птенцы окрашены в соответствии с их полом. Однако множество перьев на их крыльях всё ещё имеют красновато-коричневые кончики.

## Распространение и среда обитания
Ареал — остров Лусон и соседние острова Мариндуке и Катандуанес.
Местом их обитания являются леса вдоль водотоков или опушки леса. Однако они также кормятся на одиночных деревьях на лугах.

## Образ жизни
Penelopides manillae живет стаями до 14 особей, которые предпочитают держаться в средней части деревьев. Предпочитают сидеть в зарослях лиан или на узких ветвях. Любят забираться на крайние ветви, чтобы добраться до фруктов и ягод. В группы обычно входят молодые птицы, а также взрослые самцы и самки.
Репродуктивная биология пока окончательно не изучена. Предполагается, что в дикой природе размножаются совместно. Они демонстрируют агрессивное поведение по отношению к другим птицам-носорогам. Более подробные данные о биологии размножения были получены от Penelopides manillae, содержащихся под опекой человека. Там цикл размножения длился от 80 до 102 дней. Инкубация яиц занимает 28-31 день, гнездовой период птенцов длится 50-65 дней.
Самка закрывает гнездовую полость землей, фекалиями и кусочками дерева, за исключением узкой щели. Самец не принимает участия в запечатывании гнездовой полости. Однако он приносит самке пищу в виде фруктов, которые самка также частично использует для кладки. Кладка содержит до пяти яиц. Интервал между откладкой отдельных яиц составляет от одного до пяти дней. Самец обеспечивает самку, а затем и птенцов кормом. Он срыгивает её у входа в гнездо. В период размножения самка отдаёт предпочтение животным белкам.